# Gert Krawinkel
Gert Krawinkel (Wilhelmshaven, Baja Sajonia, Alemania, 21 de abril de 1947-Cuxhaven, Baja Sajonia, Alemania, 16 de febrero de 2014) fue un músico y guitarrista alemán, reconocido por su apodo Kralle.

## Biografía
Gert Krawinkel nació en Wilhelmshaven, Baja Sajonia, Alemania, el 21 de abril de 1947. Su padre era marinero en su ciudad natal. La carrera musical de Krawinkel comenzó a mediados de la década de 1960 en la cercana Bremerhaven, donde tocaba la guitarra en una banda llamada "The Vampyr". Luego se asoció con el vocalista Stephan Remmler en una banda influenciada por The Rolling Stones llamada MacBeats (más tarde rebautizada como Just Us). La banda tuvo éxito en el norte de Alemania, durante su existencia, Just Us tocó en compromiso de dos semanas en Star-Club en Hamburgo. En 1969, Just Us se disolvió y Krawinkel comenzó una nueva banda llamada Cravinkel con algunos de sus antiguos miembros, incluido Remmler. Las influencias del folk y el rock progresivo de Cravinkel no los llevaron a la corriente principal, a pesar del lanzamiento de dos álbumes de estudio. En 1972, después de sólo tres años, Cravinkel se disolvió.
Posteriormente, Krawinkel consiguió un trabajo como profesor, pero aún tocaba la guitarra en varias bandas, incluidas las de Emsland Hillbillies y George Meyer & Company. En 1979, se asoció con su excompañero de banda Stephan Remmler en un intento de volver al negocio de la música comercial. Después de intensos ensayos, formaron la banda Trio con el baterista Peter Behrens. A principios de 1980 pasaron a convertirse en una de las bandas más conocidas de la nueva ola alemana. Si bien Remmler contribuyó con la mayoría de letras, Krawinkel creó la música para aproximadamente la mitad de las canciones. Cuando Trio estaba en una pausa creativa en 1984, colaboró con Marius Müller-Westernhagen, tocando la guitarra solista en su banda. Apareció en su álbum "Die Sonne so rot" (El sol tan rojo) y realizó la gira de su álbum "Westernhagen" en Alemania. En 1986, Trio se separó definitivamente.
En 1989 Krawinkel se mudó de Grobenkneten a Berlín. En 1993, trabajó con un amigo Wilfried Szyslo, que era músico, en un álbum íntegramente en inglés, pero permitió que otro amigo, Río Reiser, las tradujera al alemán. En 1998 Krawinkel consiguió una entrada en el Libro Guinness de los Récords al recorrer la distancia más larga de Sevilla a Hamburgo a caballo.
Krawinkel más tarde operó un estudio de música privado en su hogar adoptivo cerca de Sevilla, y también mantuvo una casa en Berlín. En gran parte fue retirado del público. Su viuda es la productora de televisión Monika Kölling, con quien tuvo un hijo. Se conocieron en 1985 durante el rodaje del largometraje de Trio Drei gegen Drei (Tres contra tres). Kölling se encargó de manejar los extras.

## Fallecimiento
Krawinkel era un fumador empedernido y se le diagnosticó cáncer de pulmón a finales de 2013. Murió en Cuxhaven el 16 de febrero de 2014 a la edad de 66 años y fue enterrado en el mar.

## Discografía

### Álbumes de estudio
- 1970 LP Cravinkel: Cravinkel (1997 reeditado en CD)
- 1971 LP Cravinkel: Garden of Loneliness
- 1972 LP George Meyer & Company: Holly Holly
- 1993 CD Kralke

### En solitario
- 1971 Cravinkel: Keep On Running
- 1993 Cadillac
- 1993 'n Zentimeter Liebe feat. Nena